# Born in the U.S.A. (пісня)
Born in the U.S.A. — пісня Брюса Спрінгстіна із однойменного альбому, представлена 30 жовтня 1984 року на лейблі Columbia Records.
Ця пісня потрапила до списку 500 найкращих пісень усіх часів за версією журналу Rolling Stone. Американська асоціація компаній звукозапису внесла композицію у свій список «Пісні століття» (59 місце із 365).
У Born in the U.S.A. Брюс Спрінгстін зображає руйнівний ефект Війни у В'єтнамі на американців та відновлення ветеренів війни після їхнього повернення додому. Один із рядків композиції присвячений облозі військової бази Ке Сан.